# Rodeklif en Kreil (sage)
Rodeklif en Kreil is een modern sprookje dat wordt verteld door Theun de Vries in zijn boek Friesche sagen (1925). Het verhaal speelt zich af in en rond het legendarische Kreilerwoud. Het is gebaseerd op literaire verhalen die terug gaan op de fantasierijke kroniek van Ocka Scharlensis uit 1597 en een historische beschrijving van Stavoren door Adam Westerman (1611).

## Het verhaal
Er was een tijd dat de Asen nog op wolkenpaarden door de lucht joegen en kobolden in het maanlicht dansten op de kruin van de Rodeklif. In het jaar 4 zien velen een vuurzuil en de bomen en struiken schroeiden in de wijde omtrek. Op de vierde dag schoot een draak in de lucht, maar zakte weer in de vlammenzuil en de grond sloot zich. De wind blies de verstikkende lucht weg, maar men bleef bang en sprak er nog lang over. Na anderhalve eeuw kwam het vuur weer omhoog en men vreesde voor groot onheil voor Friesland. Hertog Akson die in Staveren zetelde werd gevraagd de oorzaak te achterhalen. Hij liet zijn wichelaars naar het Rodeklif gaan, maar ze konden het niet doorgronden. Op de achtste dag keerde de vlam in de aarde terug en de oudsten des volks verkeerden in angst en voorspelden een dodelijke ramp.
Dienaren van Akson brachten kostbare geschenken en wij-gaven naar de weidse tempel van de volksgod Stavo en zijn opperpriester smeekte om een orakel. Het antwoord is: Mijn volk vreest niets, niet de hitte, noch de kou, die haar volgen zal, maar die nog lange, lange jaren uitblijft, zal het volk schade toebrengen. Men is gerustgesteld, alhoewel men de boodschap niet goed begrijpt. In 207 is Titus hertog en de vuurband herhaalt zich en hij laat wierook branden en brengt vuuroffers voor het ongesneden heilige godsbeeld. Witte runderen worden met bloemen en kransen gebracht en de altaren zijn rood van offerbloed. Stavo wordt bewogen en een sterke man moet drie kruiken zout Noordzeewater in de laaiende kolk gooien en na elf dagen wordt het vuur geblust.
Een nieuw geslacht komt en herinnert zich de vuurdraak niet en weten ook niet van de gebeurtenissen in het Kreiler Bos. Er wonen veel vrienden van de landsheer en hun versterkte boerderijen liggen beveiligd achter een boomwal. In 164 had een van de volksedelen niet genoeg drinkwater voor zijn veestapel uit zijn bron. Hij laat een nieuwe put graven en ten zuiden van Staveren wordt breekt na het slaan een waterzuil omhoog. De bron blijft drie dagen spuiten, maar het water blijkt zout te zijn. De ouderen zeggen dat de Nornen donkere dagen over Friesland hebben beschikt. De edelman laat knechten met een kudderam naar Staveren gaan en offert het dier aan Stavo. Als het bloed van een driejarig kind in het zeewater komt, zal de zilte bron stoppen.
De edelman neemt een driejarig kind van een knecht en doodt het, hij gooit het bloed zelf in de bron en deze houdt op met stromen. Hij laat de bedding dempen en op een andere plek wordt wel een zoetwaterbron geslagen. Hij laat het land ploegen, maar de grond blijft dor en kaal na het zaaien. In het vierde jaar komt pas koren omhoog en er is een schrale oogst, maar de jaren erna zijn steeds beter en na het zevende jaar weer zo vruchtbaar als voor het slaan van de zoutwaterput. Vierhonderd jaar na de eerste zoutwaterput ontstond er opnieuw een aan de zuidwestrand van het Kreiler Woud. Het adellijke Hoppergeslacht had rond 500 als hoofd van de familie heer Juw, hij had bezittingen waar nu de plaats Hoorn ligt. Na de jacht komt een dienstmeisje naar hem toe en ze laat hem een haring in een emmer zien.
Het water is zout en hij roept de familie bijeen. Hij vertelt dat voorspelt is dat na de hitte de kou zal komen die het volk schade zou toebrengen. De kou is de zee en de edelman verkoopt zijn bezittingen bij het Kreiler Woud en trekt oostwaarts, diep Friesland in. Hij bouwt een nieuwe hoeve en wordt opnieuw een man van aanzien en de Hoppers dragen een gekroonde haring in hun wapen. Driehonderd jaar later was er weer een zoutwaterput, ten noorden van het Kreiler Woud bij Iglo Tadema. Hij laat een put slaan, maar deze blijft lang leeg. Iglo's en zijn zoon Jouke gaat bij de put kijken en zien water, maar het is zout. Een stem zegt hun te vluchten en Iglo vertelt zijn zoon over de draak en de voorspelling van Stavo. Hij sterft en na de begrafenis laat Jouke Tadema de put dempen en verkoopt de bezittingen. Er ontstaat een familietwist doordat zijn neef niet weg wil van de grond waar zijn voorouders woonden. Vele knechten vinden de dood en Jouke Tadema trekt weg naar de veilige zandwallen van Gaasterland. De kou kwam en stormwinden gooien de zeegolven over het Kreiler Woud. Het Kreiler Woud zinkt met omliggende landerijen in de diepte en er strekt zich een zeeboezem uit. Alleen het Rodeklif blijft als wonderberg bestaan.

## Achtergronden
- Volgens de kroniek van Ocka Scharlensis (1597) werd het Creiler Woud tijdens Allerheiligenvloed van 1 op 2 november 1170 verzwolgen door de Zuiderzee. Op de bodem van de voormalige Zuiderzee zijn restanten van prehistorische broekbossen gevonden, die vermoedelijk aanleiding voor volksverhalen hebben gevormd.
- Voorspellingen werden vaker gedaan op basis van natuurverschijnselen, een belangrijk onderdeel van mantike.